# Ried (Anzing)
Ried ist ein Ortsteil der Gemeinde Anzing im oberbayerischen Landkreis Ebersberg. 

## Lage
Die Einöde Ried liegt etwa drei Kilometer nördlich von Anzing.